# Papieska elekcja 1227
Papieska elekcja 19 marca 1227 – odbyła się po śmierci papieża Honoriusza III i zakończyła wyborem Grzegorza IX na jego następcę.

## Lista uczestników
Honoriusz III zmarł w Rzymie 18 marca 1227 roku. Święte Kolegium liczyło wówczas 18 kardynałów, z czego nie więcej niż 15 wzięło udział w wyborze jego następcy:
- Ugolino Conti di Segni (nominacja kardynalska: 19 grudnia 1198) – kardynał biskup Ostia e Velletri; prymas Świętego Kolegium Kardynałów
- Pelagio Galvani OSB (22 września 1207) – kardynał biskup Albano
- Konrad von Urach OCist (6 stycznia 1219) – kardynał biskup Porto e Santa Rufina
- Niccolò de Chiaramonte OCist (6 stycznia 1219) – kardynał biskup Tusculum
- Guido Pierleone (18 grudnia 1204) – kardynał biskup Palestriny; archiprezbiter bazyliki watykańskiej
- Oliver von Paderborn (18 września 1225) – kardynał biskup Sabiny
- Guala Bicchieri (18 grudnia 1204) – kardynał prezbiter Ss. Silvestro e Martino; protoprezbiter Świętego Kolegium Kardynałów
- Stefano di Ceccano OCist (13 kwietnia 1213) – kardynał prezbiter Ss. XII Apostoli
- Tommaso da Capua (5 marca 1216) – kardynał prezbiter S. Sabina; penitencjariusz większy
- Ottaviano Conti di Segni (27 maja 1206) – kardynał diakon Ss. Sergio e Bacco; protodiakon Świętego Kolegium Kardynałów
- Gregorio Crescenzi (5 marca 1216) – kardynał diakon S. Teodoro
- Rainiero da Viterbo OCist (5 marca 1216) – kardynał diakon S. Maria in Cosmedin
- Stefano Conti (5 marca 1216) – kardynał diakon S. Adriano
- Gil Torres (17 grudnia 1216) – kardynał diakon Ss. Cosma e Damiano
- Pietro Capuano (21 września 1219) – kardynał diakon S. Giorgio in Velabro

Dziesięciu elektorów mianował Innocenty III, a pięciu Honoriusz III.

### Nieobecni
Trzech kardynałów mianowanych przez Innocentego III było nieobecnych:
- Giovanni Colonna (27 maja 1206) – kardynał prezbiter S. Prassede; rektor księstwa Spoleto[2]
- Romano Bonaventura (5 marca 1216) – kardynał diakon S. Angelo in Pescheria; komendatariusz kościoła prezbiterialnego S. Stefano al Monte Celio; legat papieski w południowej Francji[3]
- Stephen Langton (27 maja 1206) – kardynał Świętego Kościoła Rzymskiego; arcybiskup Canterbury i prymas Anglii[4]

## Przebieg elekcji. Wybór Grzegorza IX
19 marca, dzień po śmierci Honoriusza III, kardynałowie zebrali się w budynku zwanym Septizonium i tam, w dobrowolnej klauzurze, przystąpili do wyboru nowego papieża. Jednogłośny wybór, przez aklamację, padł na kardynała biskupa Ostii Ugolino Contiego, bratanka papieża Innocentego III. Elekt przyjął wybór jako Grzegorz IX, na cześć Grzegorza VII. Dwa dni później, 21 marca 1227 odbyła się uroczysta koronacja nowego papieża.

### Legenda o wyborze Konrada von Urach
Według przekazów cysterskich, kardynał Ugolino z Ostii został wybrany dopiero po odmowie przyjęcia tiary przez ich współbrata zakonnego, kardynała Konrada von Urach. Podobno kardynałowie, nie mogąc dojść do porozumienia, postanowili dokonać wyboru w procedurze compromissum, tzn. że wyboru nie dokona Kolegium Kardynalskie w całości, lecz wydelegowana w tym celu trzyosobowa komisja kardynałów, w skład której miał wejść również Konrad von Urach. Komisja stosunkiem głosów dwa do jednego wybrała na papieża Konrada von Urach, a więc jednego ze swych członków. Konrad von Urach odmówił jednak przyjęcia tiary, tłumacząc, że byłoby to tak, jakby wybrał sam siebie. Wówczas kardynałowie zdecydowali się przystąpić (jeszcze tego samego dnia) do normalnego głosowania, które zakończyło się wyborem kardynała Ugolino z Ostii. Wersja ta jest jednak mało prawdopodobna, gdyż stoi w sprzeczności z oficjalnymi dokumentami relacjonującymi przebieg elekcji.